# I minnen
I minnen är en musiksingel av Dan Hylander & Raj Montana Band från albumet Bella Notte, utgiven 1982.

## Låtlista
1. I minnen - (Dan Hylander)
2. En förlorad natt - (Wilson Picket & Steve Cropper - översättning: Dan Hylander)

## Dan Hylander & Raj Montana Band
- Dan Hylander - Sång
- Ola Johansson - Bas
- David Carlson - Gitarr
- Hasse Olsson) - Orgel & piano
- Clarence Öfwerman - Piano
- Peter Milefors - Trummor